# Adelomelon ancilla
Adelomelon ancilla is een slakkensoort uit de familie van de Volutidae. De wetenschappelijke naam van de soort werd in 1786 als Voluta ancilla gepubliceerd door John Lightfoot, waarbij hij verwees naar een afbeelding van de soort in D'Avila's Catalogue deel 1, plaat 8, figuur S. Lightfoot nam de naam over uit een ongepubliceerd manuscript van Daniel Solander. 'Ancilla' is een Latijns zelfstandig naamwoord, en betekent 'slavin'.
De soort komt voor in het zuiden van Zuid-Amerika, aan de Pacifische en Atlantische kusten van Argentinië en Chili. Adelomelon ancilla wordt vaak aangetroffen in ondiep water in de Argentijnse Zee. De dieren leven in grind- en zandbodems.
Het dier is een roofdier in de benthische gemeenschap; het vangt zijn prooi door die met zijn voet stevig vast te grijpen. Daarna verdooft het de spieren door er een verdovende stof in te spuiten, waarna het zijn prooi, die meestal nog leeft, verorbert. Dit kan meerdere uren in beslag nemen. De prooi bestaat vooral uit tweekleppigen zoals Eurhomalea exalbida en slakken zoals Tegula patagonica.